# Teppei Isaka
Teppei Isaka (født 23. oktober 1974) er en tidligere japansk fodboldspiller.
Han har spillet for flere forskellige klubber i sin karriere, herunder JEF United Ichihara.